# 小行星1954
小行星1954（1954 Kukarkin）是一颗围绕太阳公转的小行星。1952年8月15日，佩拉格婭·沙因在克里米亚发现了此天体。
該小行星以俄羅斯天文學家鮑里斯·瓦西里耶維奇·庫卡爾金（Boris Vasilyevich Kukarkin）命名。
这颗小行星的绝对星等为69.23077等。